# سمكة فقاعية ملساء الرأس
السمكة الفقاعية ملساء الرأس (باللاتينية: Psychrolutes marcidus)، هي إحدى أسماك المياه العميقة من فصيلة الأسماك الفقاعية. تعيش السمكة الفقاعة في أعماق سواحل أستراليا وتسمانيا، ونادراً ما يشاهدها الإنسان.

## الوصف
تعيش السمكة الفقاعة على عمق 600 إلى 2,000 متر، حيث يزداد الضغط عشرات المرات عنه عند مستوى سطح البحر، مما يجعل مثانات الغاز الموجودة في جسم السمكة غير فعالة، فتطفو على سطح الماء. عوضاً عن ذلك، فإن لحم السمكة الفقاعة يتكون بصفة أساسية من كتل هلامية كثافتها أقل من كثافة المياه؛ مما يسمح للسمكة بالطّفو فوق قاع البحر بدون بذل أي طاقة في السباحة. يجعلها افتقارها للهيكل العظمي سهلة للكائنات المحيطة بها في بيئتها. تتغذى السمكة الفقاعة على اللافقاريات مثل السلطعون ولواسع البحر.

## خطر الانقراض
السمكة الفقاعة مهددة بالانقرض نتيجة للصيد في المياه العميقة بالسنانير أو الشباك. ففي بعض الأحيان تعلق السمكة الفقاعة في شباك صيد السمك بالمياه العميقة، وهو ما بات يعرِّضها للخطر في قارة أستراليا، التي قد تكون موئلها الوحيد في العالم.

## وصلات خارجية
- Deep-sea creatures in Te Ara - the Encyclopedia of New Zealand
- Images of blobfish